# Port lotniczy Bor
Port lotniczy Bor – port lotniczy położony w miejscowości Bor, w Serbii.